# Liste des principaux carnavals
 (mars 2025).
 (février 2015).
Si vous disposez d'ouvrages ou d'articles de référence ou si vous connaissez des sites web de qualité traitant du thème abordé ici, merci de compléter l'article en donnant les références utiles à sa vérifiabilité et en les liant à la section « Notes et références ».
Cette liste des principaux carnavals recense les principaux carnavals dans le monde, de par leur notoriété, leur retentissement international et/ou nombre de participants. Les carnavals les plus célèbres sont au Brésil, notamment à Rio de Janeiro, ainsi qu'aux Canaries. En France, c'est à Nice et à Dunkerque qu'ils rassemblent le plus de monde.

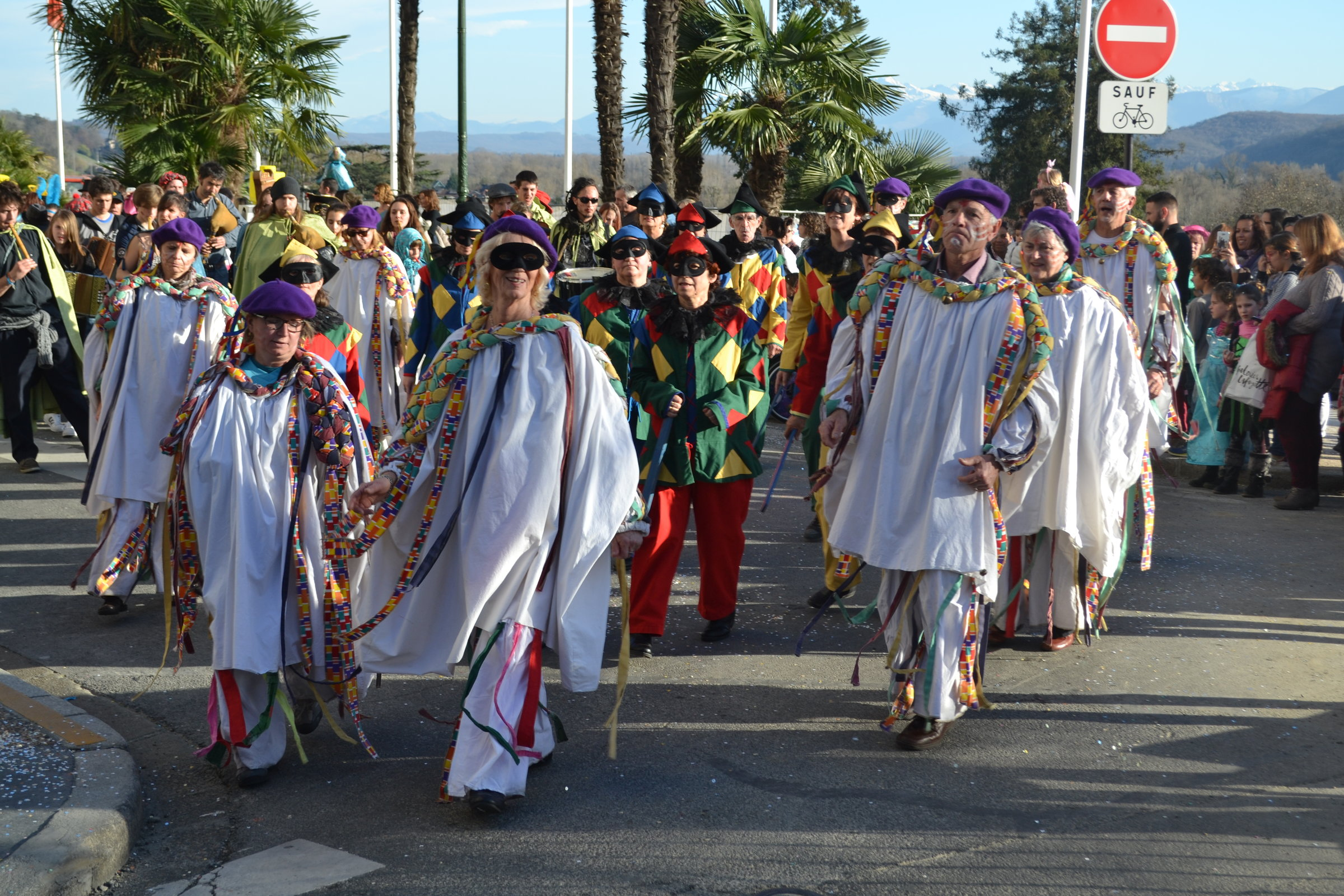
Carnaval biarnés de Pau

## France
Auvergne-Rhône-Alpes
- Carnaval vénitien d'Annecy, Annecy
- Carnaval de Lyon, Lyon

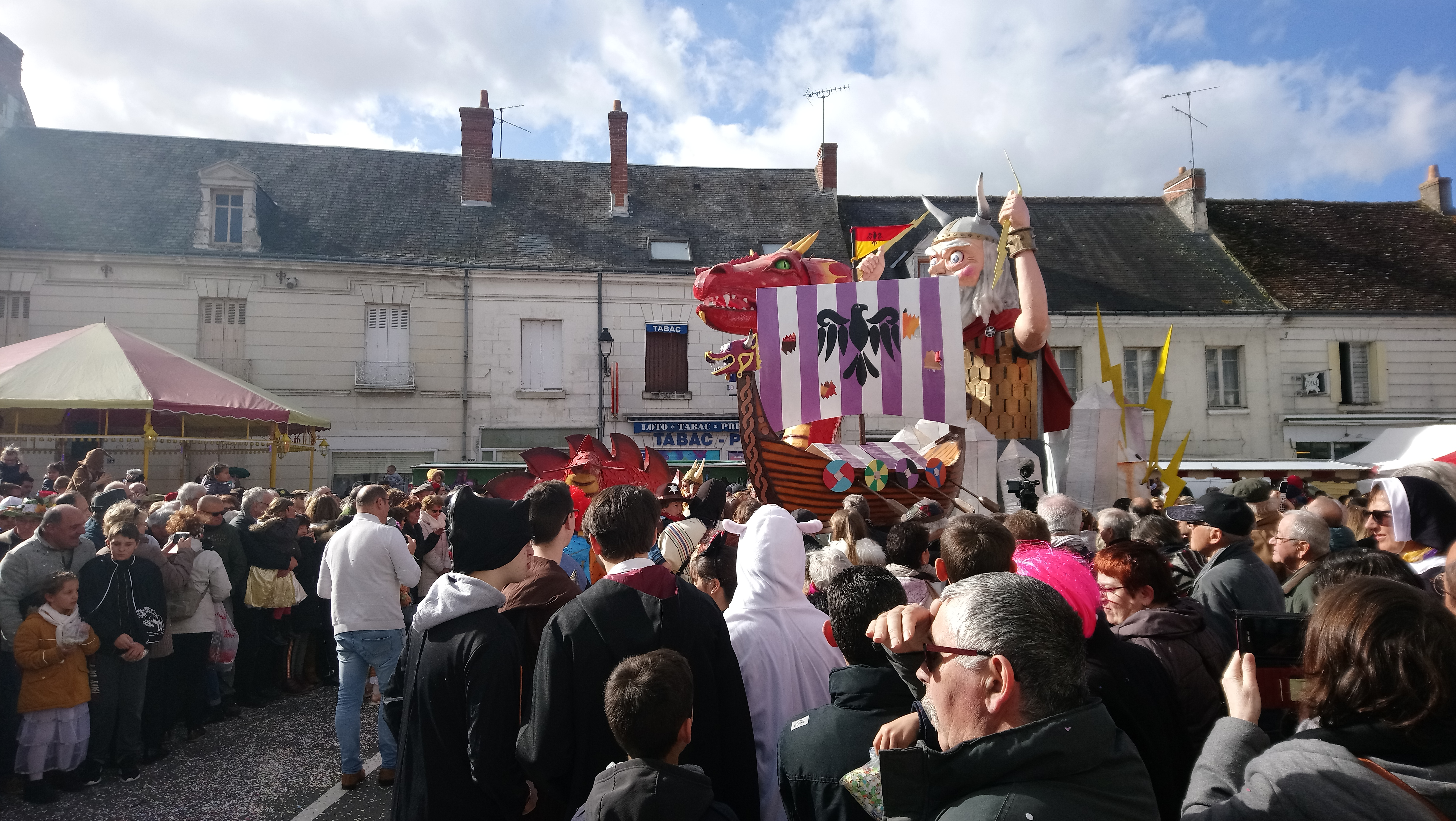
Le Carnaval de Manthelan, plus vieux carnaval de France avec celui de Nice, tous deux créés en 1869

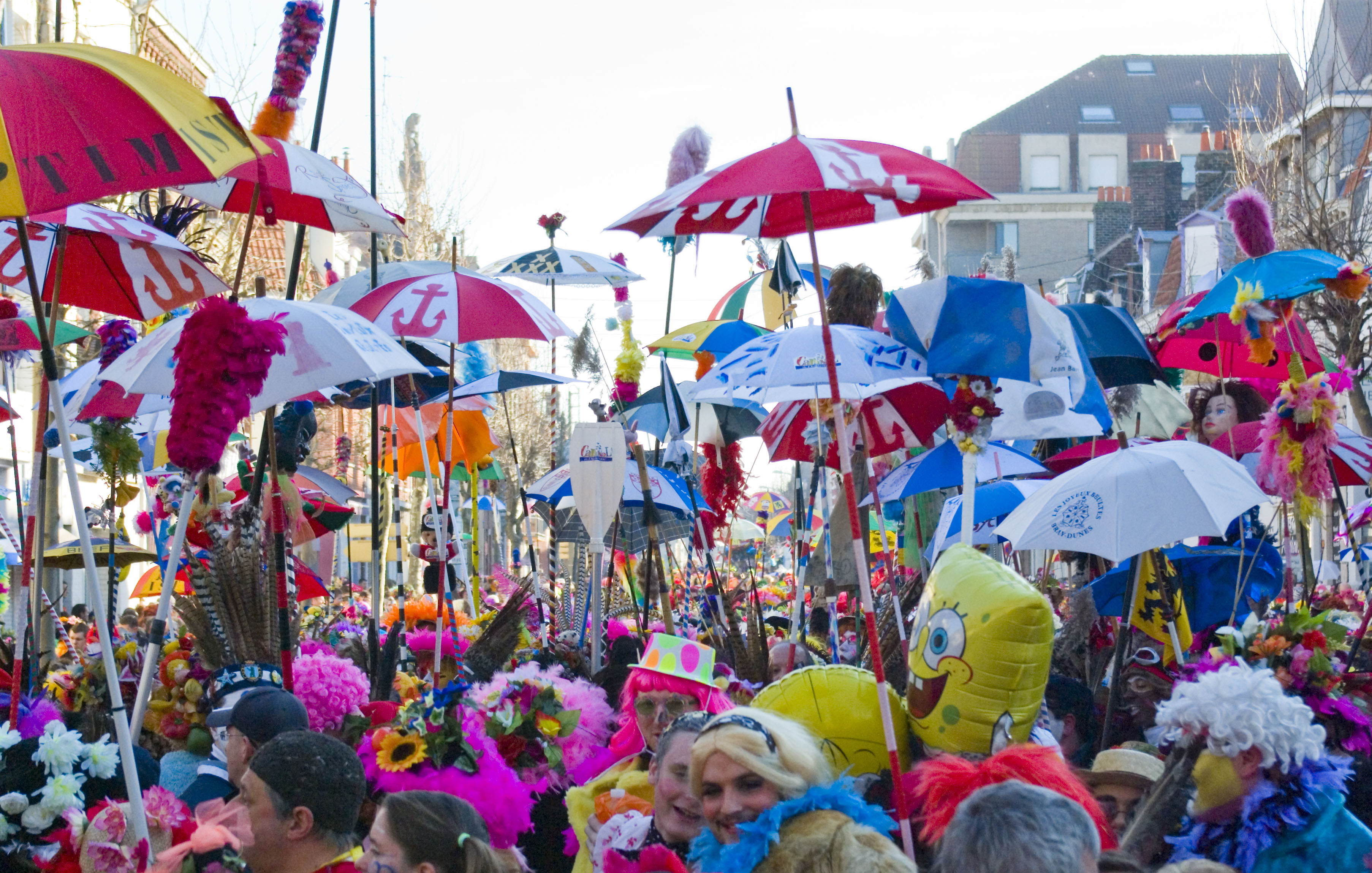
Carnaval de Dunkerque

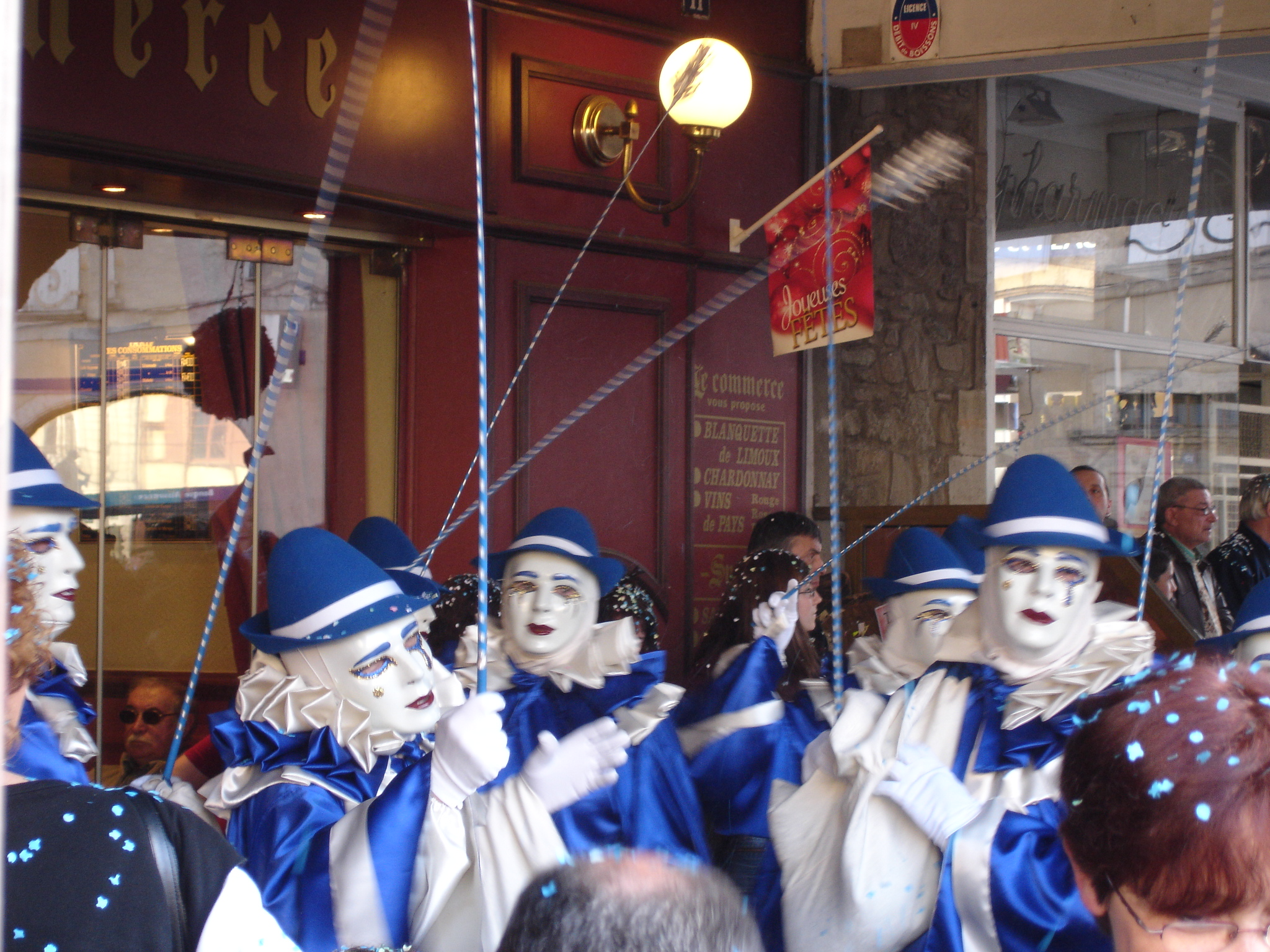
Bande au carnaval de Limoux, le carnaval le plus long du monde.

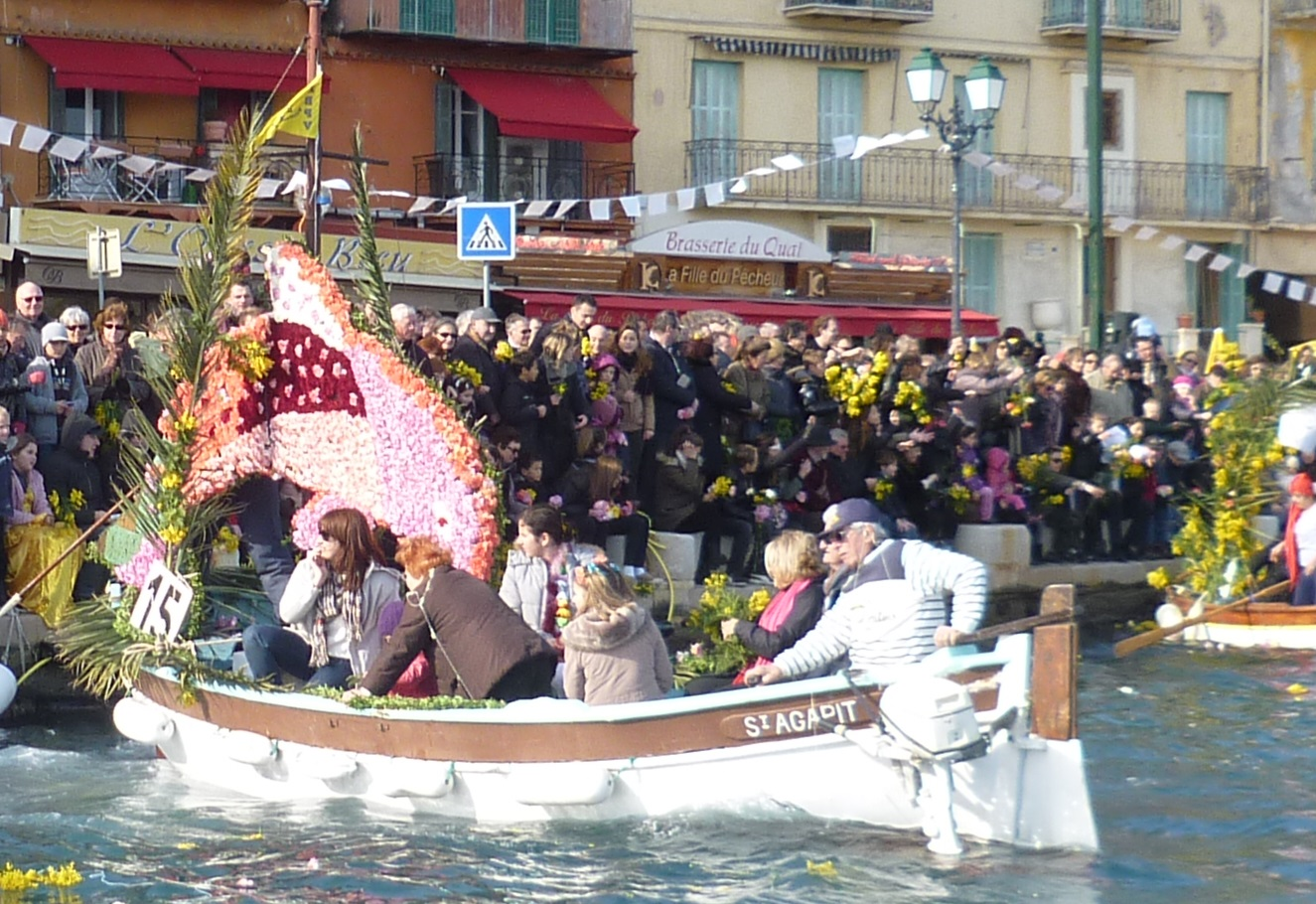
Combat naval fleuri de Villefranche-sur-Mer

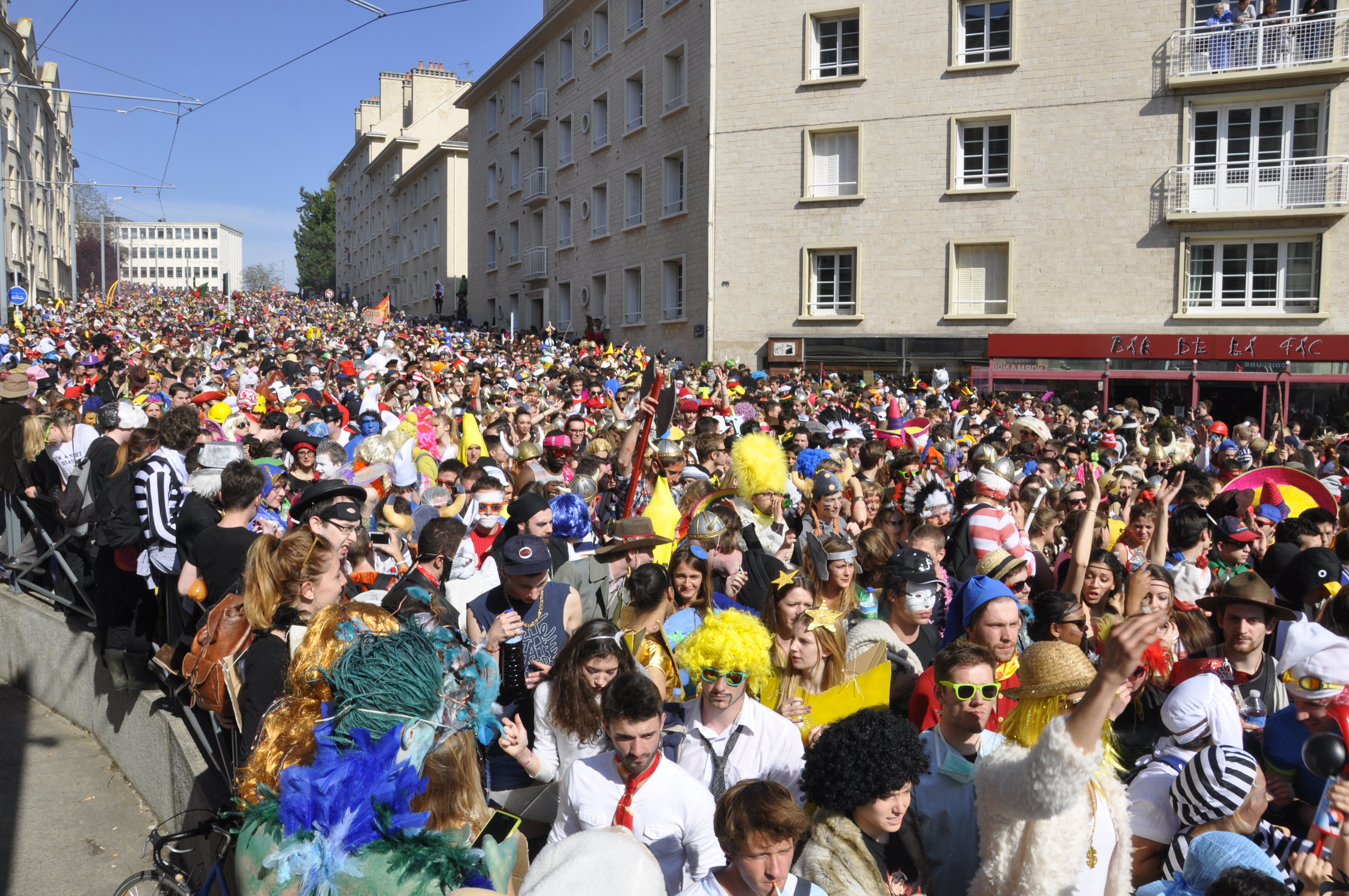
Carnaval étudiant de Caen, 2014

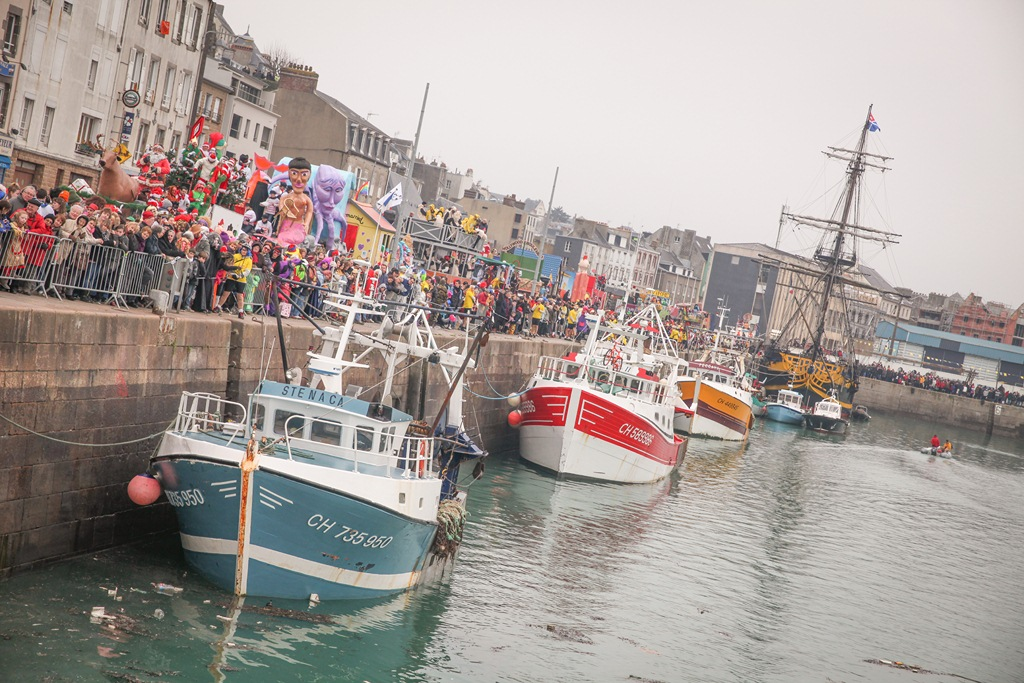
Carnaval de Granville (patrimoine mondial)

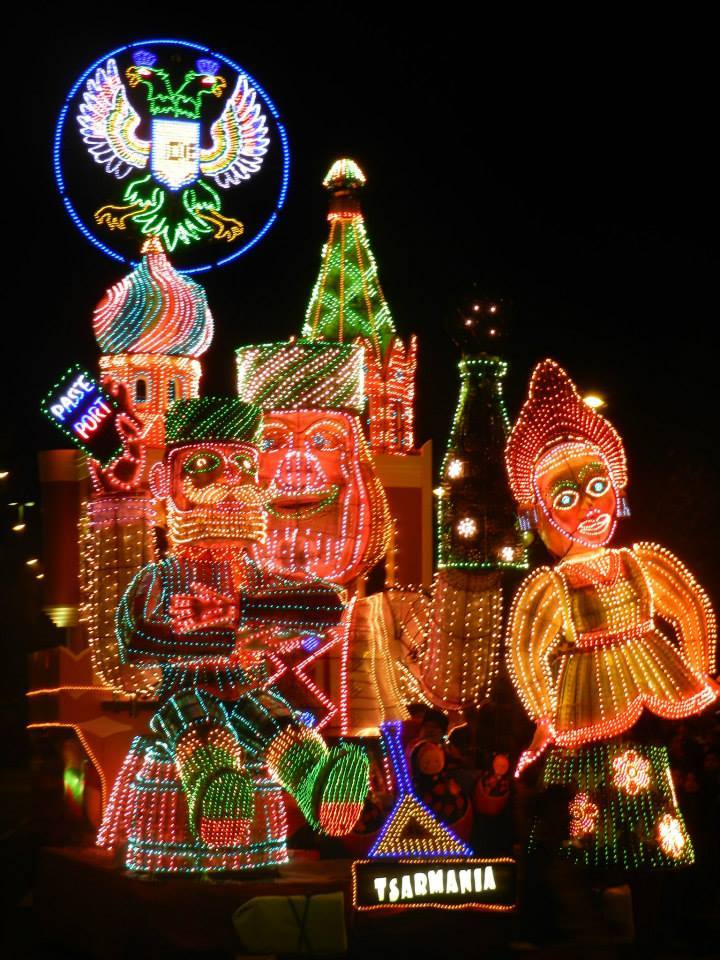
Le remarquable défilé de nuit du carnaval de Cholet, Maine et Loire, France.

- Carnaval de Romans, Romans-sur-Isère, Drôme
- Carnaval des Gones et des Magnauds, Saint-Pierre-de-Chandieu, Rhône

Centre-Val-de-Loire
- Carnaval d'Angers, Angers
- Carnaval de Blois, Blois, Centre-Val de Loire
- Carnaval de Châteauroux, Châteauroux,  Centre-Val de Loire
- Carnaval de Cholet, Maine-et-Loire
- Carnaval de Jargeau, Jargeau (Loiret)
- Carnaval de Manthelan, Manthelan (Indre-et-Loire)
- Carnaval de Tours, Tours

Corse
- Carnaval de Sartène, Sartène

Grand Est
- Carnaval de Mothern, Mothern (avec les bals des différentes associations membres du Comité des Fêtes de Mothern, et les traditionnelles Fasenochtbutze)
- Carnaval d'Hagondange, Hagondange
- Carnaval de Moyeuvre-Grande, Moyeuvre-Grande
- Carnaval de Mulhouse, Mulhouse, Haut-Rhin
- Carnaval vénitien de Remiremont
- Carnaval de Riedisheim, Riedisheim
- Carnaval de Roppenheim, Roppenheim
- Carnaval de Sarreguemines, Sarreguemines
- Carnaval de Saverne, Saverne
- Carnaval de Sélestat, Sélestat
- Carnaval de Wassy, Wassy

Bourgogne-Franche-Comté
- Carnaval d'Auxerre, Auxerre
- Carnaval d'Auxonne, Auxonne
- Carnaval de Chalon-sur-Saône, Chalon-sur-Saône[1] ;
- Carnaval de Montbéliard, Montbéliard
- Carnaval de Sennecey-lès-Dijon, Sennecey-lès-Dijon

Bretagne
- Les Gras de Douarnenez, Douarnenez ;
- Carnaval des Gais Lurons, Vitré
- Carnaval de Landerneau, Finistère
- Carnaval de Lorient, Lorient
- Carnaval de Rennes, Rennes
- Carnaval de Saint-Malo, Saint-Malo
- Cavalcade de Scaër, Scaër

Hauts-de-France
- Carnaval des Niafs, Agny
- Carnaval de Bailleul, Bailleul
- Carnaval de Béthune, Béthune
- Carnaval de Cassel, Cassel
- Carnaval de Caudry, Caudry
- Carnaval de Dunkerque, Dunkerque
- Carnaval de Lille, Lille
- Carnaval du Portel, Le Portel (Pas-de-Calais)

Île-de-France
- Carnaval de Crosne, Région parisienne
- Carnaval de Noisy-le-Grand, Région parisienne
- Carnaval de Paris, Paris
- Carnaval de Thiais, Région parisienne

Normandie
- Carnaval étudiant de Caen, Caen, Calvados, principal carnaval étudiant d'Europe[2]
- Carnaval de Granville, Granville, Patrimoine culturel immatériel (2016)[3]

Nouvelle-Aquitaine
- Carnaval des deux rives de Bordeaux
- Carnaval de Géronce, Géronce
- Carnaval de Saint-Médard-en-Jalles, Saint-Médard-en-Jalles
- Carnaval biarnés, Pau
- Carnaval de Périgueux, Périgueux

Pays-de-la-Loire
- Carnaval de Nantes, Nantes
- Carnaval de Cholet, Cholet
- Carnaval de Pornic, Pornic

Occitanie
- Carnaval d'Albi, Albi, Occitanie
- Carnaval de Fleurance, Fleurance
- Carnaval de Florensac, Florensac
- Carnaval de Leuc, Leuc (Aude)
- Carnaval de Limoux, Limoux
- Carnaval de Marseillan, Marseillan
- Carnaval de Mèze, Mèze
- Carnaval des Gueux, Montpellier
- Carnaval de Pézenas, Pézenas
- Carnaval du Pouget, Le Pouget, Hérault
- Carnaval de Poussan, Poussan
- Carnaval de Saint-Mathieu-de-Tréviers, Hérault
- Carnaval de Servian, Servian
- Carnaval de Toulouse, Toulouse
- Carnaval de Vias, Vias

Provence-Côte d'Azur
- Drôle de Carnaval, Arles
- Carnaval d'Aix-en-Provence, Aix-en-Provence
- Carnaval de Mandelieu, Mandelieu
- Carnaval de Martigues, Martigues
- Carnaval indépendant de La Plaine, Marseille
- Carnaval de Menton, Menton
- Carnaval de Nice, Nice
- Carnaval de Saint-Rémy-de-Provence
- Combat naval fleuri, Villefranche-sur-Mer

Guadeloupe
- Carnaval aux Abymes, Les Abymes
- Carnaval de Basse-Terre, Basse-Terre
- Carnaval de Marie-Galante, Marie-Galante
- Carnaval de Pointe-à-Pitre, Pointe-à-Pitre

Guyane
- Carnaval de Cayenne, Cayenne
- Carnaval de Guyane
- Carnaval de Kourou, Kourou
- Carnaval de Saint-Laurent-du-Maroni, Saint-Laurent-du-Maroni

Martinique
- Carnaval de Fort-de-France, Fort-de-France
- Carnaval du Lamentin, Le Lamentin

Autres territoires d'outre-mer
- Carnaval de Papeete, Tahiti

## Afrique du Sud
- Kaapse Klopse, Le Cap

## Allemagne

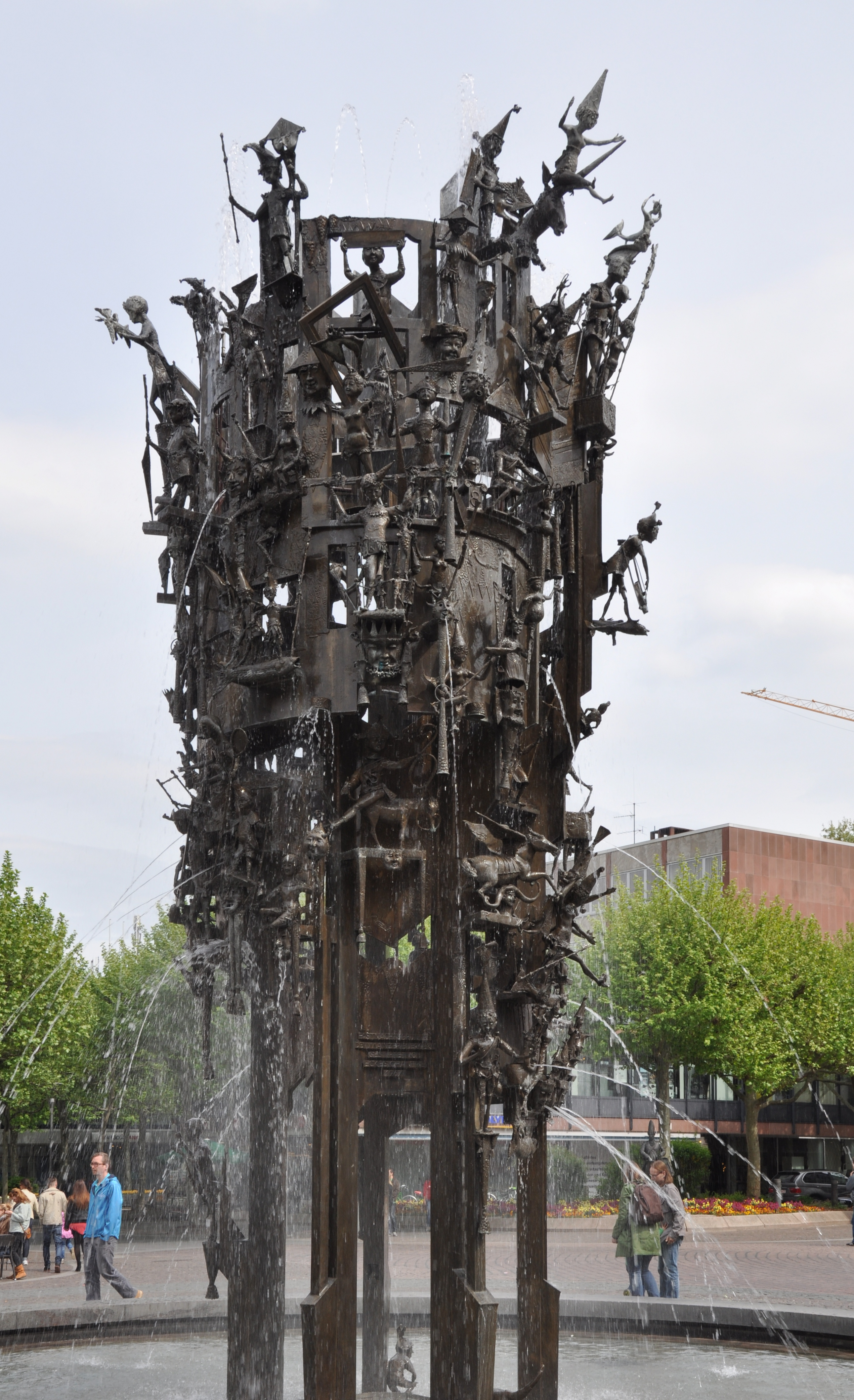
Fontaine de carnaval (Mayence)

- Carnaval d'Aix-la-Chapelle, Aix-la-Chapelle
- Carnaval de Brunswick (de), Brunswick
- Carnaval de Brême (de), Brême
- Carnaval de Cologne, Cologne
- Carnaval de Donaueschingen, Donaueschingen
- Carnaval de Düsseldorf, Düsseldorf
- Carnaval d'Emmendingen, Emmendingen
- Carnaval de Fribourg (de), Fribourg
- Carnaval de Gengenbach, Gengenbach
- Carnaval de Mayence, Mayence
- Carnaval de Munich, Munich
- Carnaval de Rottweil, Rottweil
- Carnaval de Villingen-Schwenningen (de), Villingen-Schwenningen
- Carnavals alémaniques

## Angola
- Carnaval de Cabinda, Cabinda
- Carnaval de Lobito, Lobito
- Carnaval de Luanda, Luanda
- Carnaval de Lubango, Lubango

## Antilles
- Carnaval d'Aruba, Aruba
- Carnaval de Jacmel et de Port-au-Prince, Haïti
- Carnaval de Guadeloupe, Guadeloupe
- Carnaval de Marie-Galante, Marie-Galante (Guadeloupe)
- Carnaval de Martinique, Martinique
- Carnaval de Roseau, Dominique
- Carnaval de Port of Spain, Trinité-et-Tobago
- Carnaval de La Havane, Cuba
- Carnaval de Marigot, Saint-Martin (Antilles françaises)
- Carnaval de Santiago de Cuba (en), Cuba
- Carnaval de Willemstad, Curaçao

## Argentine
- Carnaval de Corrientes, Corrientes
- Carnaval de Gualeguaychú (es), Gualeguaychú
- Carnaval de Buenos Aires, Buenos Aires

## Australie
- Mardi Gras Parade, Sydney

## Autriche
- Schemenlaufen, carnaval d'Imst  Patrimoine mondial (2012)
- Wampeler, carnaval d'Axams

## Belgique
- Carnaval d'Alost  Patrimoine mondial (2010)
- Carnaval des Ours, Andenne
- Carnaval d'Arlon
- Carnaval d'Asse
- Carnaval de Basècles, Basècles
- Pat'Carnaval de Bastogne
- Carnaval de Binche  Patrimoine mondial (2008)
- Carnaval de Blankenberghe
- Carnaval de Braine-le-Comte

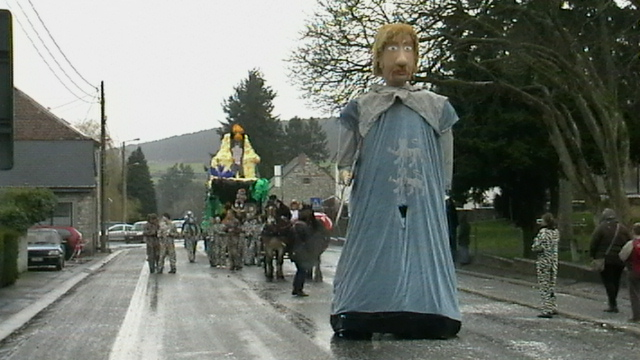
Géant au carnaval de Wellin

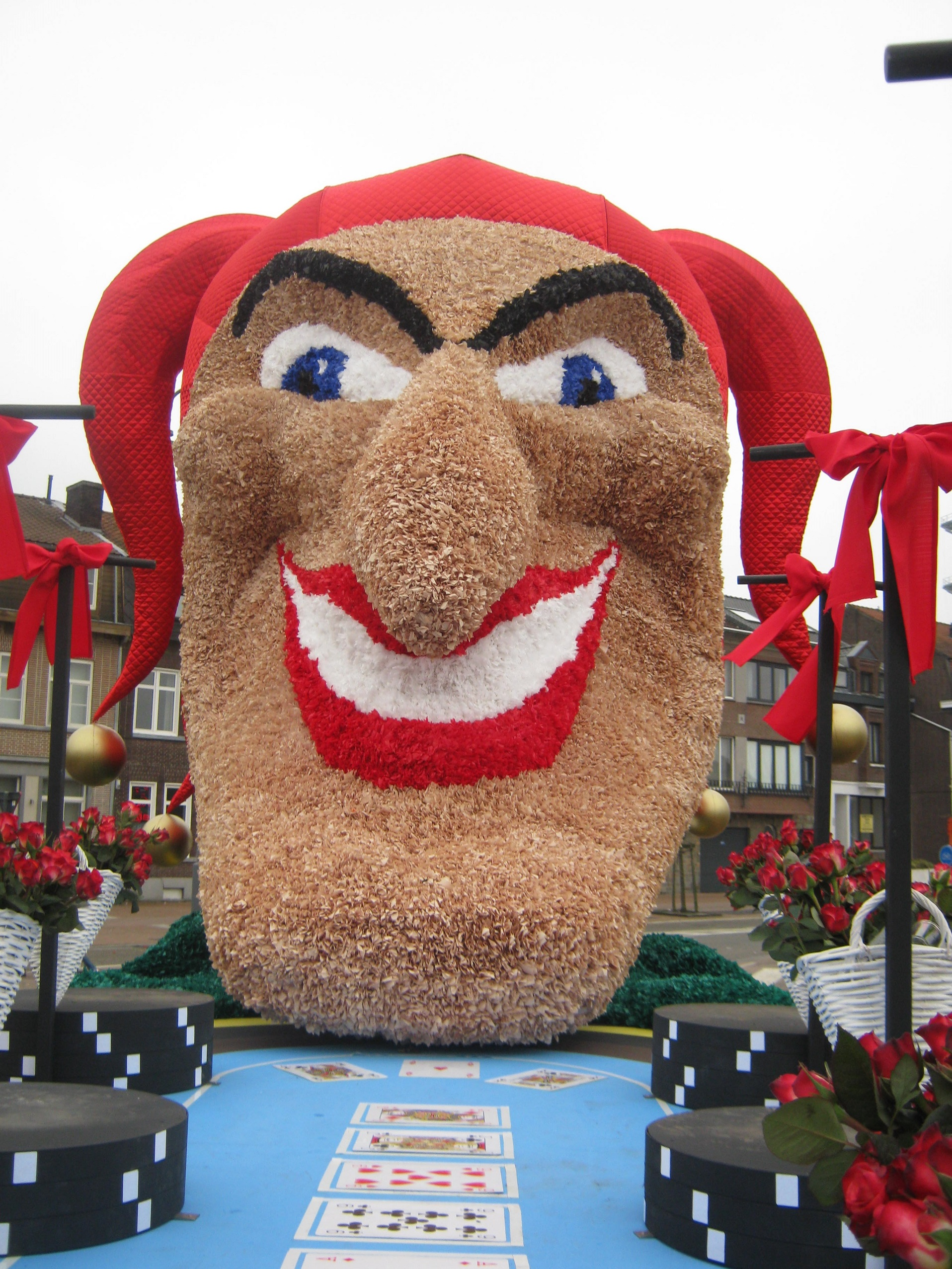
Carnaval à Maaseik en 2013

- Carnaval de Chapelle-lez-Herlaimont (Laetare)
- Carnaval de Dolhain (Dolhain-Limbourg)
- Carnaval d'Écaussinnes
- Carnaval des Houres, Ében-Émael
- Carnaval d'Eupen (Rosenmontag), Eupen
- Carnaval de Florenville
- la Laetare de Fosses-la-Ville
- Carnaval de Genk
- Carnaval de Gottignies
- Carnaval de la Marquise, Habay
- Carnaval de Hal
- le Laetare d'Hélécine, Quartier d'Ardevoor (Brabant-wallon)
- la cavalcade de Herve
- Carnaval de HottonTrois masques traditionnels du Cwarmê de Malmedy
- Carnaval du Soleil d'Houffalize
- Carnaval de Jalhay
- Carnaval de Jemappes
- Carnaval de Kraainem

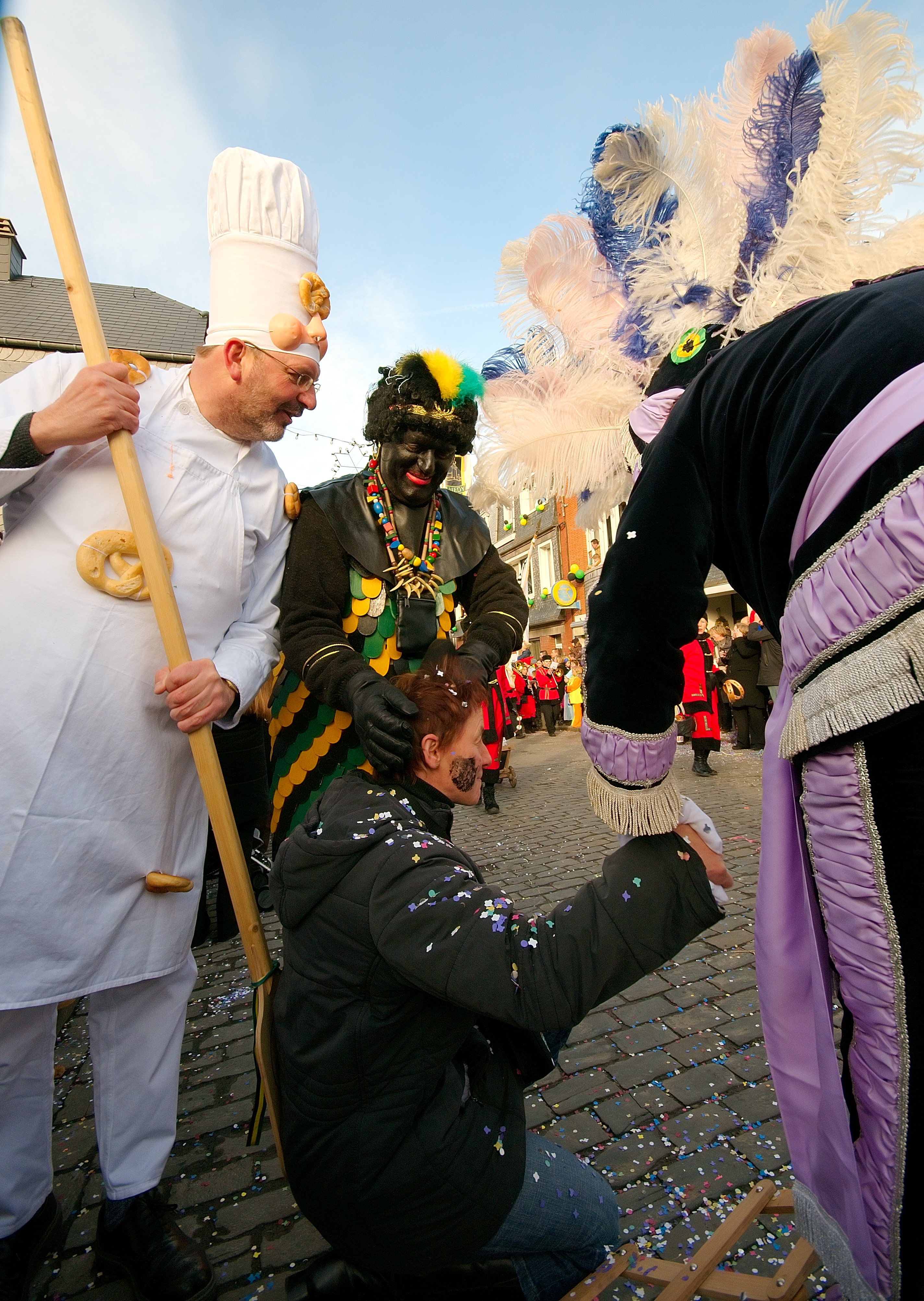
Trois masques traditionnels du Cwarmê de Malmedy

- Carnaval de La Calamine (= Kelmis = KeNeHeMo : Kelmis, Neu-Moresnet, Hergenrath et Moresnet)
- Le Laetare de La Louvière
- le Laetare de La Roche-en-Ardenne
- Carnaval de Maaseik (Défilé de Carnaval de Maaseik)
- Carnaval de Malines
- le Cwarmê de Malmedy
- Carnaval Grosse Biesse de Marche-en-Famenne
- Carnaval de Martelange
- Carnaval de Maurage
- Carnaval de Mignault
- Le Feureu de Morlanwelz
- Carnaval de Nivelles
- Carnaval d'Ostdunkerque
- Carnaval d'Ostende
- Carnaval de Quaregnon
- Carnaval de Rebecq (Quenast comprise)
- Carnaval de Saint-Trond
- le Scharnaval, Carnaval de Schaerbeek
- Carnaval de Seneffe
- le Laetare de Stavelot et le Carnaval d'été de Stavelot
- Carnaval de Termonde
- le Laetare de Tilff
- Carnavals de Tournai
- Carnaval de Villers-la-Ville
- Carnaval de Wavre
- Carnaval de Welkenraedt
- WeHeLo, Welkenraedt, Herbesthal et Lontzen
- Carnaval de Wellin
- Carnaval de Willebroeck

## Belize
- Carnaval de San Pedro, San Pedro

## Bolivie
- Carnaval de La Paz
- Carnaval de Oruro  Patrimoine mondial (2008)

## Brésil

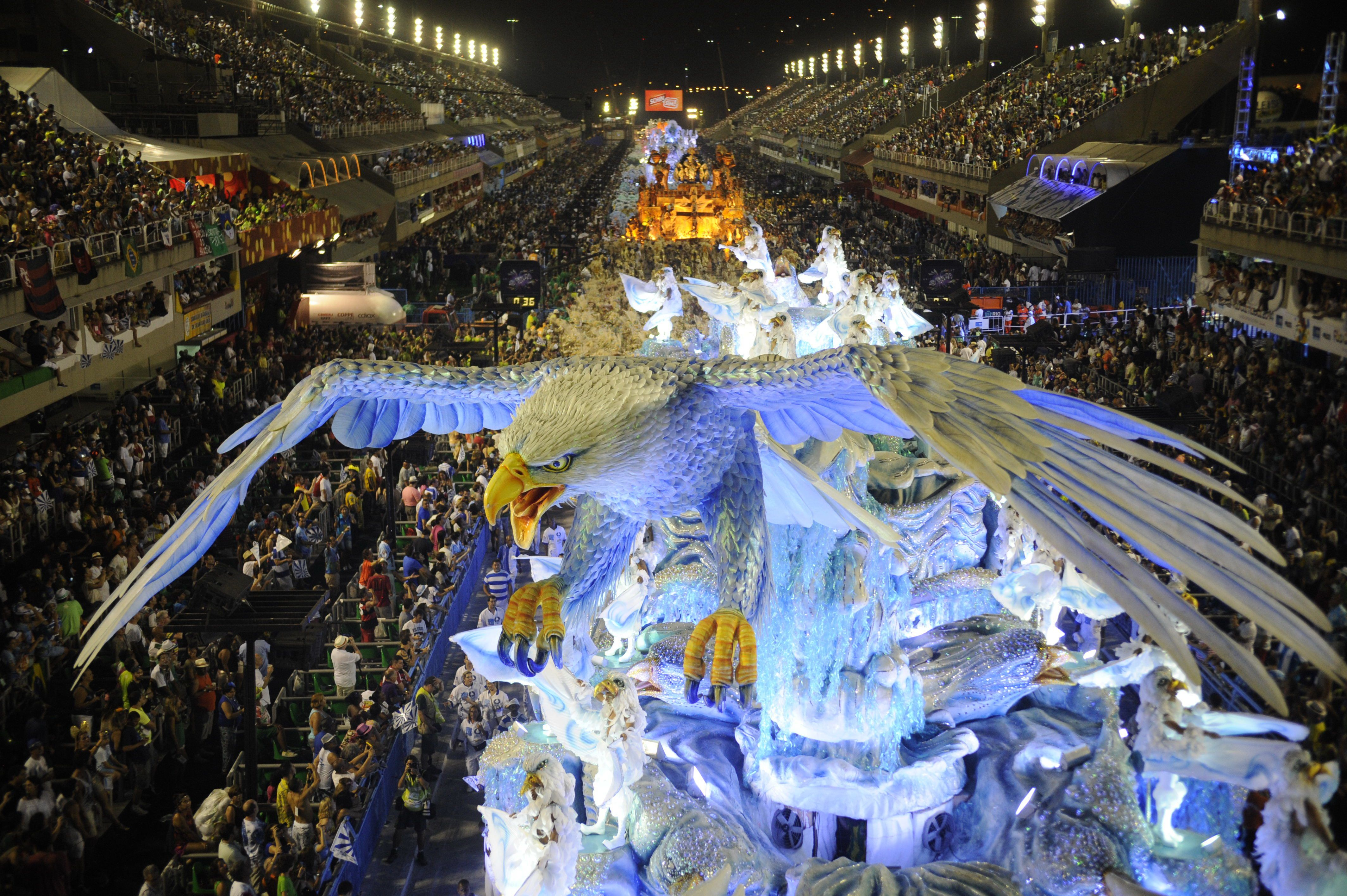
Carnaval de Rio

- Carnaval d'Aracaju, Aracaju, Région Nord-Est
- Carnaval de Belo Horizonte (pt), Belo Horizonte Minas Gerais
- Carnaval de Manaus (pt), Manaus, Amazonas
- Carnaval d'Ouro Preto (pt), Minas Gerais
- Carnaval de Pernambuco (pt), à Recife et Olinda, Pernambouc
- Carnaval de Salvador, Salvador, Bahia (où est née la musique axé)
- Carnaval de São Paulo, São Paulo
- Carnaval de Rio, Rio de Janeiro
- Carnaval de Vigia de Nazareh do Para, Vigia de Nazareh do Para

## Canada

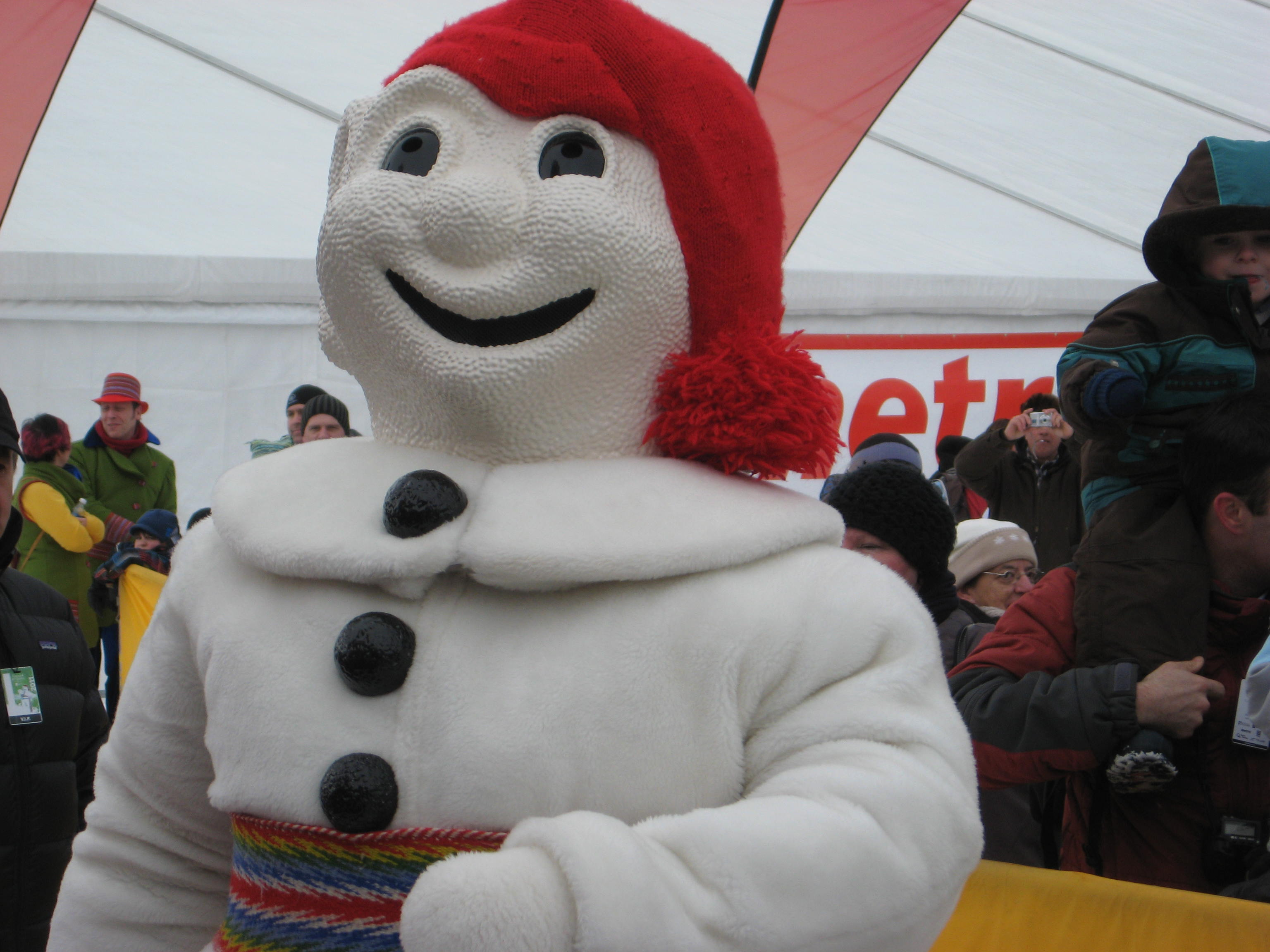
Le Bonhomme Carnaval du Carnaval de Québec

- Carnaval de Québec, Québec, Québec
- Grand Charivari, Montréal, Québec (Carnaval de Montréal)
- Carnaval de Toronto, Toronto

## Cap-Vert
- Reportage vidéo sur le carnaval de Mindelo de 2015Carnaval de Mindelo, Mindelo

## Chili
- Carnaval d'Arica, Arica
- Carnaval d'Iquique, Iquique
- Carnaval de La Tirana, La Tirana

## Chypre
- Carnaval de Limassol, Limassol

## Colombie

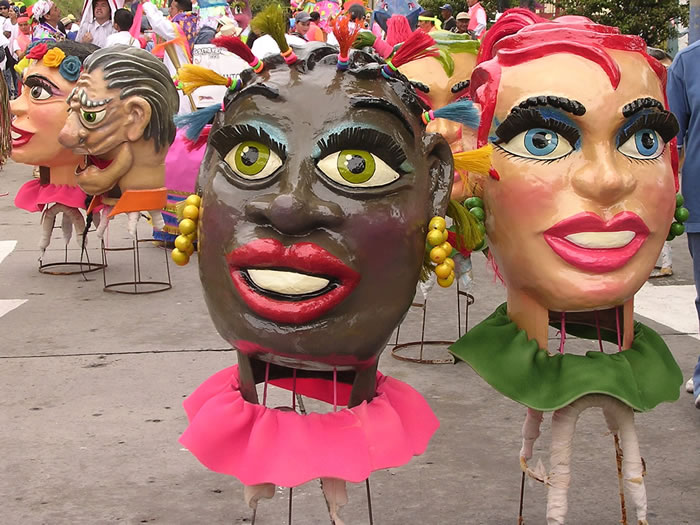
Têtes en papier mâché du Carnaval de Negros y Blancos de San Juan de Pasto (Colombie).

- Carnaval de Barranquilla (Barranquilla)  Patrimoine mondial (2008)
- Carnaval de Bogotá (Bogota)
- Carnaval des Noirs et Blancs (San Juan de Pasto)  Patrimoine mondial (2009)
- Carnaval de Riosucio (Riosucio)
- Carnaval de san-pacho de quibdo ( Quibdo-choco)

## Costa Rica
- Carnaval de Limón, Puerto Limón
- Carnaval de San José, San José

## Croatie
- Carnaval de Rijeka, Rijeka
- Carnaval annuel de la région de Kastav (marche des sonneurs de cloches)  Patrimoine mondial (2009)

## Cuba
- Carnaval de La Havane, La Havane
- Carnaval de Santiago, Santiago

## Danemark
- Carnaval d'Aalborg, Aalborg

## Espagne
- Carnaval d'Águilas, Águilas
- Carnaval de Badajoz, Badajoz
- Carnaval de Cadix, Cadix

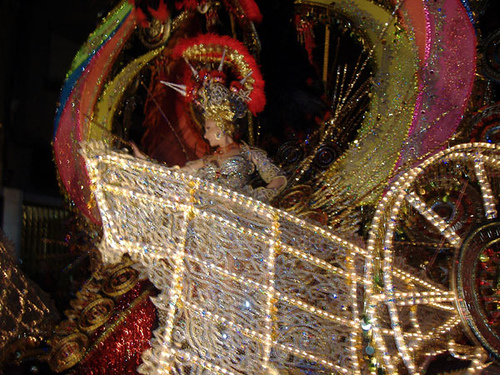
Reine du Carnaval de Santa Cruz de Tenerife (Espagne).

- Carnaval de Carthagène, Carthagène
- Carnaval de Ciudad Real, Ciudad Real
- Carnaval de Herencia, Herencia
- Carnaval de Las Palmas de Gran Canaria
- Carnaval de Madrid, Madrid
- Carnaval de Miguelturra, Miguelturra
- Carnaval de Palma, Palma de Majorque
- Carnaval de Santa Cruz de Tenerife, Îles Canaries
- Carnaval de Sitges, Sitges, province de Barcelone
- Carnaval de Tarragone, Tarragone
- Las Fallas, Valence
- Carnaval de Verin, Verin
- Carnaval de Xinzo de Limia, Xinzo de Limia

## États-Unis
- Carnaval Brasileiro, Austin
- Carnaval de Brooklyn, New York
- Carnaval de Miami, Miami
- Carnaval de Mobile (en), Mobile
- Carnaval de La Nouvelle-Orléans, La Nouvelle-Orléans
- Carnaval de Ponce, Porto Rico
- Carnaval de San Diego, San Diego
- Carnaval de San Francisco, San Francisco

## Grèce
- Carnaval de Patras, Patras
- Carnaval de Réthymnon, Réthymnon
- Carnaval de Xanthi, Xanthi

## Guatemala
- Carnaval de Mazatenango, Mazatenango

## Guinée-Bissau
- Carnaval de Bissau, Bissau

## Honduras
- Carnaval de La Ceiba, La Ceiba

## Hongrie
- Festivités Busó de Mohács  Patrimoine mondial (2009)

## Inde
- Carnavals dans l'État de Goa
- la Holî, dans tout le pays

## Indonésie
- Carnaval de Kuta, Kuta
- Solo Batik Carnival, Solo

## Israël
- Pourim, Tel Aviv

## Italie
- Carnaval d'Acireale, Sicile
- Carnaval de Bagolino, Bagolino
- Carnaval de Bosa , Bosa
- Carnaval de Busseto, Busseto

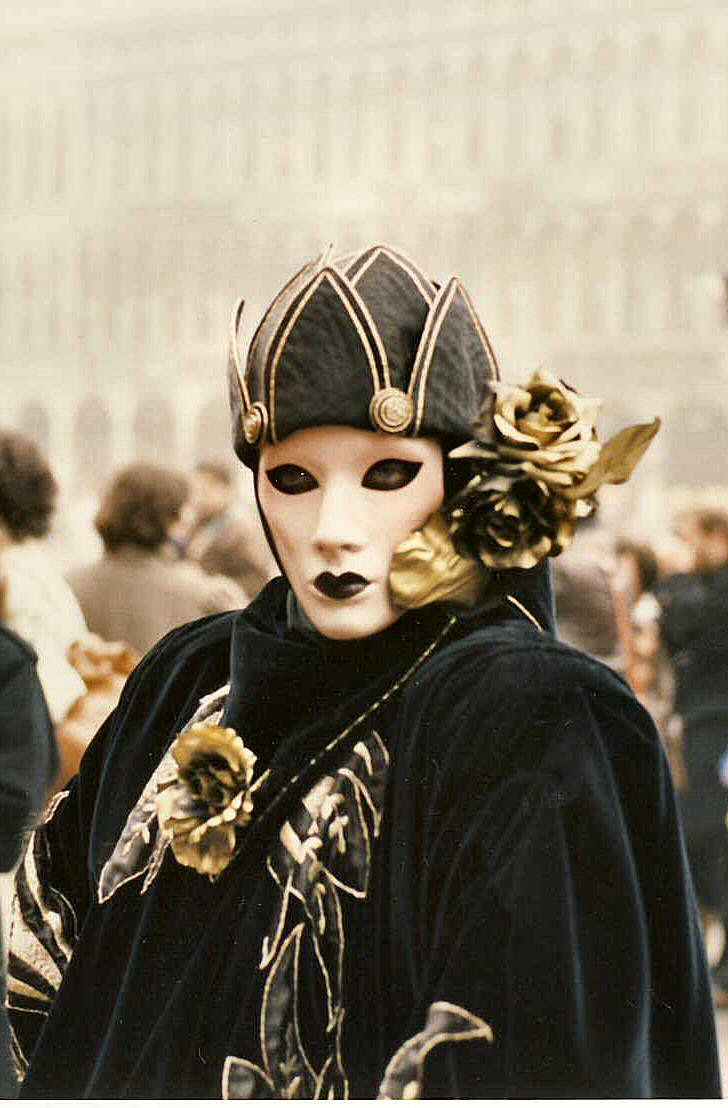
Carnaval de Venise (2007)

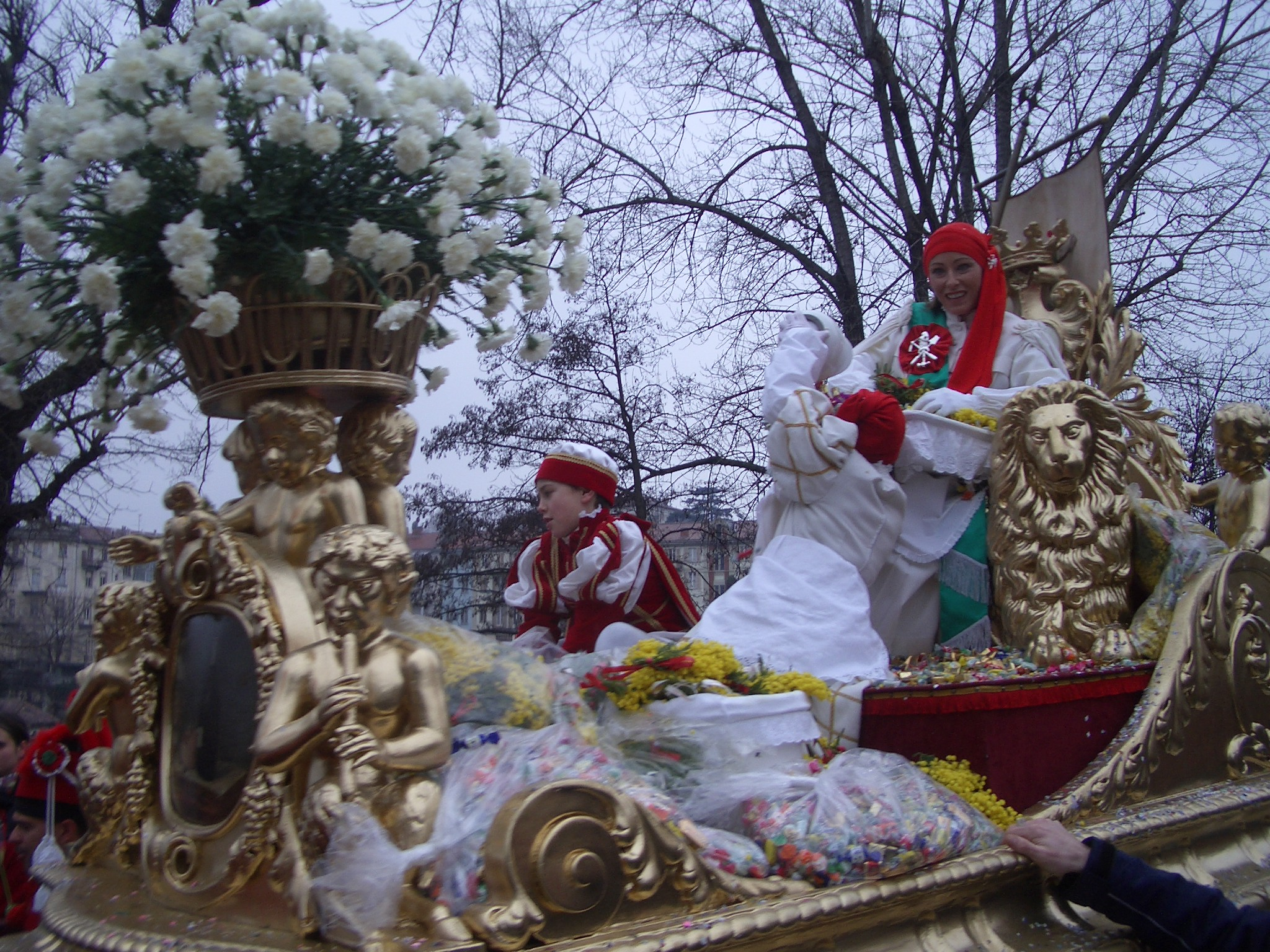
Carnaval d'Ivrea

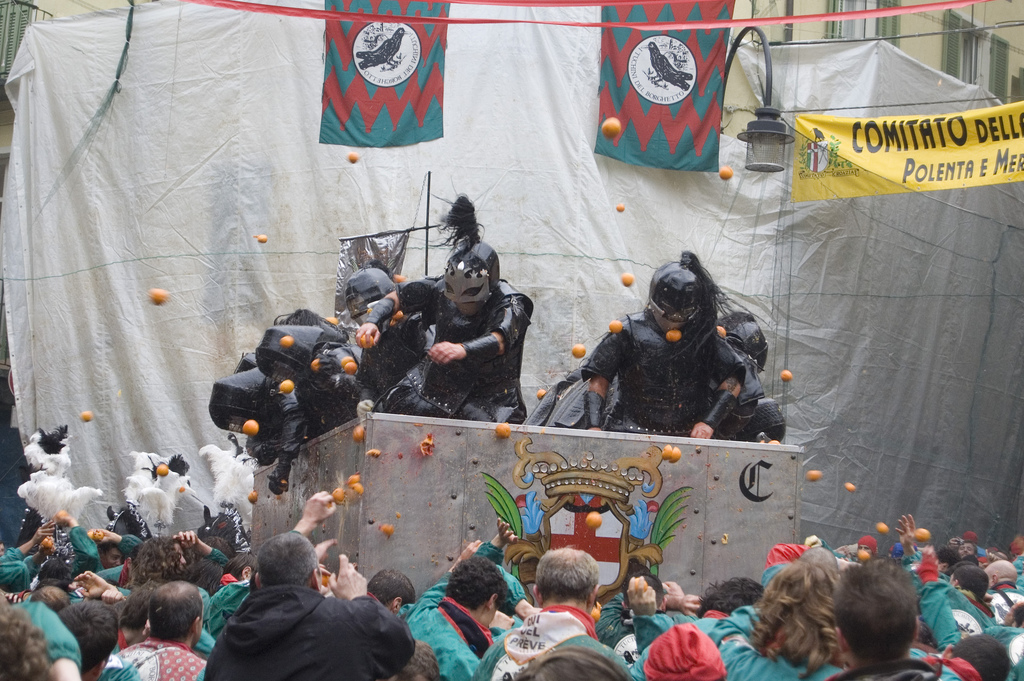
La batailles des oranges à Ivrea

- Carnaval de Castiglion Fibocchi, Castiglion Fibocchi
- Carnaval de Cento, Cento
- Carnaval de Fano, Fano
- Carnaval d'Ivrea, Ivrea
- Carnaval ladin, Val di Fassa
- Carnaval de gairo , su maimulu ,Gairo
- Carnaval de Mamoiada, Mamoiada
- Carnaval de Manfredonia, Manfredonia
- Carnaval de Massafra, Massafra
- Carnaval de Milan, Milan
- Carnaval de Mondovi, Mondovi
- Carnaval de Monfalcone, Monfalcone
- Carnaval d'Offida, Offida
- Carnaval de Putignano, Putignano
- Carnaval de Resia, Val de Resia
- Carnaval de Rome, Rome
- Carnaval Sartiglia, Oristano
- Carnaval de Sassari, Sardaigne
- Carnaval de Sauris, Sauris
- Carnaval de Sciacca, Sicile
- Carnaval de Tempio Pausania, Sardaigne
- Carnaval de Venise, Venise
- Carnaval de Vérone, Vérone
- Carnaval de Viareggio, Toscane

## Jamaïque
- Carnaval de Kingston, Kingston

## Liechtenstein
- Carnaval de Schaan, Schaan

## Grand-Duché de Luxembourg
- Cavalcade de Diekirch, Diekirch
- Cavalcade d'Esch-sur-Alzette, Esch-sur-Alzette
- Cavalcade de Pétange, Pétange
- Cavalcade de Remich, Remich
- Cavalcade de Schifflange, Schifflange
- Cavalcade de Wasserbillig, Wasserbillig

## Macédoine
- Carnaval de Strumica (mk)
- Carnaval de Vevcani (mk)

## Malte
- Carnaval d'ir-Rabat, Gozo
- Carnaval de La Valette, La Valette (y compris Floriana)

## Maroc
- Reportage vidéo sur le carnaval d'Agadir de 2024Carnaval d'Agadir

## Maurice
- Carnaval de Flic-en-Flac, Flic-en-Flac

## Mexique
- Carnaval de Tenabo dans l'État du Campeche
- Carnaval de Tlaxcala
- Carnaval de Veracruz

## Monaco
- Corso d'été, Monaco

## Nicaragua
- Carnaval de Managua, Managua

## Panama
- Carnaval de Chitré, Chitré
- Carnaval de Las Tablas, Las Tablas
- Carnaval de Panama, Panama (ville)

## Paraguay
- Carnaval d'Asuncion, Asuncion

## Pays-Bas
- Carnaval de Limbourg, Maastricht
- Carnaval d'Oeteldonk, Bois-le-Duc
- Carnaval de Kielegat, Bréda
- Carnaval de Krabbegat, Berg-op-Zoom
- Carnaval de Kruikenstad, Tilbourg
- Carnaval de Lampegat, Eindhoven
- Carnaval de Zandhazendurp, Rosmalen
- Carnaval de Strienestad, Steenbergen
- Carnaval de Tullepetoanestad, Rosendael
- Carnaval de Valkenswaard

## Pérou
- Carnaval d'Ayacucho, Ayacucho
- Carnaval de Cajamarca, Cajamarca
- Carnaval de Juliaca, Juliaca

## Philippines
- Carnaval Ati-Atihan, Kalibo

## Portugal
- Carnaval de Alcobaça, Alcobaça
- Carnaval de Estarreja, Estarreja
- Carnaval de Loulé, Loulé
- Carnaval de Loures, Loures
- Carnaval de Madère, Madère
- Carnaval de Nazaré, Nazaré
- Carnaval de Ovar, Ovar
- Carnaval de Sesimbra, Sesimbra
- Carnaval de Torres Vedras (pt), Torres Vedras.

## République dominicaine
- Carnaval de Saint-Domingue, Saint-Domingue
- Théâtre dansé Cocolo  Patrimoine mondial (2008)

## Royaume-Uni
- Carnaval de Bridgwater, Bridgwater
- Carnaval de Kemp town, Brighton
- Carnaval de Leicester, Leicester
- Carnaval de Notting Hill, Londres

## Salvador
- Carnaval de San Miguel, San Miguel

## Seychelles
- Carnaval international de Victoria, Victoria

## Slovénie
- Tournée de maison en maison des Kurenti, autour de Ptuj  Patrimoine mondial (2017)

## Suisse
- Carnaval d'Avenches, Avenches
- Carnaval de Bâle, Bâle  Patrimoine mondial (2017)
- Carnaval de Berne, Berne
- Carnaval de Bienne, Bienne
- Carnaval des Bolzes, Fribourg
- Carnaval du Bouveret, Le Bouveret
- Carnaval de Broc, Broc
- Carnaval de Châtel-Saint-Denis, Châtel-Saint-Denis
- Carnaval d'Estavayer-le-Lac, Estavayer-le-Lac
- Carnaval d'Evolène, Evolène
- Carnaval du Jura, Bassecourt
- Carnaval des Franches-Montagnes, Le Noirmont
- Carnaval de Lausanne, Lausanne
- Carnaval de Lucerne, Lucerne
- Carnaval de Morat, Fribourg
- Carnaval de Monthey, Monthey
- Brandons de Moudon, Moudon
- Brandons de Payerne, Payerne
- Carnarioule de Saint-Gingolph, Valais et Haute-Savoie
- Carnaval Agaunois, Saint-Maurice
- Carnaval de Sion, Sion
- Carnaval de Fully, Valais
- Carnaval de Soleure, Soleure
- Carnaval du Tessin, Bellinzona, Chiasso, Locarno

## République tchèque
- Défilés de porte-à-porte et masques des Jours gras dans les villages de la région de Hlinecko  Patrimoine mondial (2010)

## Thaïlande
- Carnaval de Patong Beach, Phuket

## Tunisie
- Carnaval d'Aoussou, Sousse

## Uruguay
- Carnaval en Uruguay (es), Montevideo

## Venezuela
- Carnaval d'El Callao  Patrimoine mondial (2016)